# Sycophila coorgensis
Sycophila coorgensis är en stekelart som först beskrevs av Durgadas Mukerjee 1981.  Sycophila coorgensis ingår i släktet Sycophila och familjen kragglanssteklar. Inga underarter finns listade i Catalogue of Life.